# Jižní ostrov (Nový Zéland)
Jižní ostrov (anglicky South Island, maorsky Te Wai Pounamu) je jeden ze dvou hlavních ostrovů Nového Zélandu. Jeho rozloha činí 151 215 km², což jej řadí na 12. místo mezi největšími ostrovy světa. Nachází se mezi Tasmanovým mořem a jižní částí Tichého oceánu. Od Severního ostrova je oddělený Cookovým průlivem. Zeměpisný úřad Nového Zélandu v roce 2013 doporučil stávající neformální anglický název South Island oficiálně kodifikovat a souběžně s ním i maorský název Te Wai Pounamu (Vody zeleného kamene), podle zdejšího naleziště nefritu.

## Geografie
Jižní ostrov je hornatý se členitým pobřežím o celkové délce 3 704 km. Hlavním pohořím jsou Jižní Alpy, které se rozkládají v západní části ostrova po celé jeho délce od jihozápadu k severovýchodu. Nejvyšší horou ostrova a celého Nového Zélandu je Mount Cook se 3724 m. V pohoří se nachází dalších 17 vrcholů, jejichž nadmořská výška přesahuje 3000 m n. m.

## Nejvýznamnější města
Největším městem na ostrově je přístav Christchurch, který se nachází na východním pobřeží. Mezi další významná města patří:
| - Ashburton - Blenheim - Dunedin - Greymouth - Hokitika - Invercargill - Kaikoura - Nelson | - Oamaru - Omarama - Te Anau - Timaru - Queenstown - Wanaka - Westport |

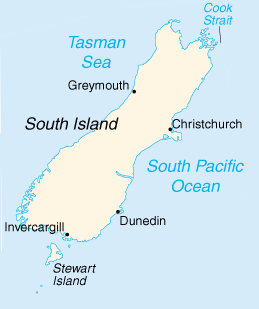
Významná města Jižního ostrova